# أكرض أوزرو (إساكن)
أكرض أوزرو هو دُوَّار يقع بجماعة أوكنز، إقليم شتوكة آيت باها، جهة سوس ماسة في المملكة المغربية. ينتمي الدوّار لمشيخة إساكن التي تضم 26 دوار. يقدر عدد سكانه بـ 40 نسمة حسب الإحصاء الرسمي للسكان والسكنى لسنة 2004.

## روابط خارجية
- البوابة الوطنية للجماعات الترابية
- المندوبية السامية للتخطيط